# Javier Alfonso
Javier Alfonso (Montevideo, 9 de septiembre de 1974) es un periodista y crítico de artes escénicas uruguayo.
Estudió comunicación en la Universidad Católica del Uruguay y en la UTU. Trabajó en medios como Guía del Ocio, Semanario Crónicas y La República de 2003 al 2004, El Observador de 2004 al 2007 y en la Radio CX24 con una columna de espectáculos. En 2012 escribió el prólogo para el libro Le portier de la gare Windsor de Julie Vincent.
Fue conductor del programa radial El Iceberg en Radio Clásica de Radiodifusión Nacional del Uruguay hasta el 31 de diciembre de 2020.
Especializado en el área de periodismo cultural, crítico de artes escénicas y música, trabaja para el semanario uruguayo Búsqueda.